# Wiradjuri
O povo Wiradjuri é um grupo de aborígenes australianos que se uniram por uma língua comum, fortes laços de parentesco e sobreviveram como caçadores-pescadores-coletores qualificados em grupos familiares ou clãs espalhados pelo centro de Nova Gales do Sul. 
No século XXI os principais grupos Wiradjuri vivem em Condobolin, Peak Hill, Narrandera e Griffith. Existem populações significativas em Wagga Wagga e Leeton e grupos menores em West Wyalong, Parkes, Dubbo, Forbes, Cootamundra, Cowra e Young. 

## Nome

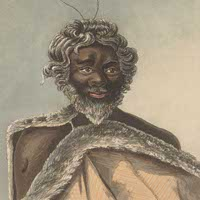
Um guerreiro Wiradjuri, considerado Windradyne

O autônomo Wiradjuri é derivado de wirraay, significando "não" ou "não", com o sufixo -dhuurray ou -juuray significando "tendo". O fato de os Wiradjuri terem dito que wirraay, em oposição a alguma outra palavra para "não", era vista como uma característica distintiva de seu discurso, e várias outras tribos em Nova Gales do Sul, a oeste da Grande Área Divisória, têm o mesmo nome de seus nomes. próprias palavras para "não". Alguns historiadores afirmam que o nome "Wiradjuri" não deriva da cultura aborígene, mas é um termo inventado pelo antropólogo John Fraser na década de 1890 como um nome artificial e coletivo para suas "Grandes Tribos" de Nova Gales do Sul.

### Idioma Wiradjuri
Wiradjuri é uma família Pama–Nyungan e classificada como membro do pequeno ramo wiradhúrico das línguas australianas do centro de Nova Gales do Sul.
A língua Wiradjuri está efetivamente extinta, mas estão em andamento tentativas de revivê-la, com uma gramática reconstruída, baseada em materiais etnográficos e listas de palavras anteriores e nas memórias das famílias Wiradjuri, que agora são usadas para ensinar o idioma nas escolas. Este trabalho de recuperação foi originalmente impulsionado pelo ancião Stan Grant e John Rudder, que haviam estudado línguas aborígenes australianas em Arnhem Land.

## País
Os Wiradjuri são o maior grupo aborígene de Nova Gales do Sul. Eles já ocuparam uma vasta área no centro de Nova Gales do Sul, nas planícies que corriam norte e sul a oeste das Montanhas Azuis . A área era conhecida como "a terra dos três rios", o Wambool mais tarde conhecido como Macquarie, o Kalare mais tarde conhecido como Lachlan e Murrumbidgee ou Murrumbidjeri.
Norman Tindale estimou o alcance territorial das terras tribais de Wiradjuri em 48,900 milha quadradas (126,65 km2). Suas fronteiras orientais corriam de norte a sul, de cima de Mudgee, passando por Orange, Nova Gales do Sul até a vizinhança de Bathurst e a leste de Cowra, Young e Tumut e sul até Murray superior em Albury e leste até Tumbarumba. A fronteira sul corria para Howlong. Seu alcance ocidental foi ao longo de Billabong Creek para além de Mossgiel. Eles se estenderam para o sudoeste até as proximidades de Hay e Narrandera. Condobolin para o sul, para Booligal, Carrathool, Wagga Wagga, Cootamundra, Parkes, Trundle; Gundagai, Boorowa e Rylstone, Wellington e Carcoar estavam todos no território de Wiradjuri.
O rio Murray forma a fronteira sul de Wiradjuri e a mudança da floresta para a pastagem aberta marca sua fronteira oriental.[carece de fontes?]

## Organização social
Os Wiradjuri foram organizados em bandas ou, o que os etnógrafos tradicionalmente chamavam de hordas. Norman Tindale cita Alfred Howitt como mencionando vários desses grupos locais da tribo: 
- Narrandera (lagarto espinhoso)
- Cootamundra (kuta-mundra, tartaruga kutamun)
- Murranbulla (maring-bula, duas canoas de casca).[9]

### Rito de enterro
Os Wiradjuri, juntamente com os Gamilaraay (que, no entanto, os usavam em cerimônias de bora), eram particularmente conhecidos pelo uso de árvores esculpidas que funcionavam como tafoglifos, marcando o local do enterro de um notável curandeiro, líder cerimonial, guerreiro ou orador de uma tribo. Com a morte de um distinto Wiradjuri, os homens iniciados arrancavam a casca de uma árvore para permitir que eles entalhavam símbolos no lado do tronco que ficava de frente para o túmulo. O artesanato nos exemplos restantes desta obra fúnebre exibe notável poder artístico. Quatro ainda estão em Molong. 
Eles geralmente são encontrados perto de rios onde a terra mais macia permite um enterro mais fácil. AW Howitt observou que essas árvores perfuradas com tafoglifos serviam tanto como pontos de trânsito para permitir que os heróis culturais mitológicos subissem ao firmamento e descessem do firmamento, bem como um meio para o falecido retornar ao céu.

## Estilo de vida
A dieta Wiradjuri incluía yabbies e peixes como o bacalhau Murray dos rios. Nas estações secas, comiam cangurus, emas e alimentos colhidos da terra, incluindo frutas, nozes, margaridas de inhame (Microseris lanceolata), sementes de acácia e tubérculos de orquídeas. Os Wiradjuri viajaram para áreas alpinas no verão para se banquetear com as mariposas de Bogong.[carece de fontes?]
Os Wiradjuri também eram conhecidos por suas belas capas de pele de gambá costuradas a partir de várias peles de gambá. O governador Macquarie foi presenteado com uma dessas capas por um homem Wiradjuri quando ele visitou Bathurst em 1815.

## Penetração europeia
O território de Wiradjuri foi penetrado pela primeira vez pelos colonos europeus em 1813. Em 1822, George Suttor ocupou uma extensa porção de terra, mais tarde conhecida como Estação Brucedale, depois que os guias de Wiradjuri lhe mostraram uma área com amplas fontes de água. Suttor aprendeu a língua e fez amizade com Windradyne, apelidado de "Saturday", e atribuiu conflito à dureza do comportamento dos brancos, uma vez que os Wiradjuri, na sua opinião, gostavam de brancos. Confrontos entre colonos europeus, no entanto, multiplicaram-se à medida que o afluxo de brancos aumentou, e ficaram conhecidas como as Guerras de Bathurst. A ocupação de suas terras e seu cultivo começaram a causar fome entre os Wiradjuri, que tinham uma noção diferente do que constituía propriedade. Na década de 1850, ainda havia corroboradores em torno de Mudgee, mas havia menos confrontos. 

## Pessoas notáveis

### Histórico
- Alec "Rastreador" Riley
- Yuranigh, um guia muito valioso para o explorador Thomas Mitchell, especialmente durante sua expedição ao Golfo de Carpentaria em 1845-1846. Ao ouvir a morte de Yuranigh em 1852, Mitchell pagou 200 libras para ter seu túmulo marcado como lápide.[14]
- Windradyne, importante líder aborígene durante a Guerra de Bathurst.

### Moderno
- Brendan Thomas, CEO da Assistência Jurídica NSW nomeado em maio de 2017
- Tony Briggs, ator, escritor e produtor
- Linda Burney, ex-membro da Assembleia Legislativa de NSW e atual membro do parlamento
- Jimmy Clements, presente na abertura do Parlamento Provisório em 1927
- Paul Coe, advogado e ativista
- Kevin Gilbert, autor do século XX
- Stan Grant, jornalista, filho de Stan Grant Sr
- Stan Grant Sr, um ancião de Wiradjuri, tem trabalhado na reconstrução da língua.[15]
- Evonne Goolagong Cawley, tênis ótimo
- Anita Heiss romancista contemporânea
- Autor de Kate Howarth
- Jeanine Leane poeta, autora, acadêmica
- Faye McMillan, acadêmica
- Bill Onus, ativista
- Kerry Reed-Gilbert, poeta, autor e ancião
- Jessa Rogers, diretora fundadora da Cape York Girl Academy
- Mãe (Shirl) Smith MBE OAM, ativista da comunidade
- Malcolm Towney tcp MFC, Escritório do prefeito Queanbeyan NSW
- Margaret Tucker, co-fundadora da Liga Australiana de Aborígines e autora de If Everyone Cared (1977), uma das primeiras autobiografias a lidar com a experiência das Gerações Roubadas
- Joyce Williams, ancião de Wiradjuri, ativista da saúde, ativista de título nativo
- Neville "Tio Chappy" Williams, ativista da terra e defensor da Campanha do Lago Cowal.
- Tara June Winch, autora

### Música / Artes
- Brook Andrew, artista contemporâneo.
- Bianca Beetson, artista contemporânea.
- Alan Dargin, jogador de didjeridu.
- Melanie Horsnell, cantora e compositora.
- Tia Lila Kirby - curandeira e artista de Wiradjuri - senhora das baleias - Woy Woy
- Lin Onus, artista.
- Harry Wedge, artista.
- Ella Havelka, dançarina e artista de fibras

### Esportes

#### Liga de Rugby
- Josh Addo-Carr, jogador de rugby.
- Braidon Burns, jogador de rugby.
- Justin Carney, jogador de rugby.
- Laurie Daley, ex-jogador da liga de rugby.
- Blake Ferguson, jogador de rugby league.
- David Grant, jogador de rugby.
- Ben Jones, jogador de rugby.
- Cliff Lyons, ex-jogador da liga de rugby.
- David Peachey, ex-jogador de rugby da liga.
- Tyrone Peachey, jogador de rugby.
- Jesse Ramien, jogador de rugby.
- Will Robinson, jogador de rugby.
- George Rose, ex-jogador da liga de rugby.
- Kotoni Staggs, jogador de rugby league.
- Joel Thompson, jogador de rugby.
- Brad Tighe, ex-jogador da liga de rugby.
- Esikeli Tonga, jogador de rugby league.
- Connor Watson, jogador de rugby league.
- Jack Wighton, jogador de rugby.
- Joe Williams, jogador de rugby league.
- Jonathan Wright, jogador de rugby.
- Ron Saddler, jogador de futebol da liga de rugby

#### De outros
- Jarrod Atkinson, ex-jogador de futebol australiano.
- Wally Carr, campeão australiano de boxe da Commonwealth.
- Sean Charles, ex-jogador de futebol australiano.
- Daniel Christian, membro da equipe australiana de críquete.
- Brendon Cook, ex-piloto de corridas internacional.
- Evonne Goolagong, uma das tenistas mais famosas da Austrália.
- John Kinsela, primeiro lutador olímpico aborígene.
- Tai Tuivasa, artes marciais mistas e UFC Fighter
- David Wirrpanda, ex-jogador de futebol australiano.
- Mariah Williams Jogador de hóquei olímpico australiano.
- Kirsten Banks Astrônomo australiano de Wiradjuri

## Locais de importância
- Sítio Arqueológico de Koonadan, localizado 9 km a noroeste de Leeton[16]
- O local do condenado e da missão de Wellington em Wellington, um antigo assentamento de condenados e missão aborígene.
- Foram encontrados 56 sítios arqueológicos durante o trabalho de pesquisa na Reserva Natural de Yathong, incluindo cicatrizes, acampamentos e arte em cavernas.[17]
- Um local histórico, constituído por um acampamento aberto, foi encontrado durante o trabalho de pesquisa na Reserva Natural de Nombinnie.[17]

## Cultura Wiradjuri na ficção
O conto Death in the Dawntime, publicado originalmente no The Mammoth Book of Historical Detectives (Mike Ashley, editor; 1995), é um mistério de assassinato que ocorre inteiramente entre o povo Wiradjuri antes da chegada dos europeus na Austrália.
No romance de Bryce Courtenay, Jessica, o enredo está centrado na região de Wiradjuri. A melhor amiga de Jessica (Mary Simpson) era de Wiradjuri.
O romance de Noel Beddoe, The Yalda Crossing também explora a história de Wiradjuri desde uma perspectiva inicial dos colonos, trazendo à vida um massacre pouco conhecido que ocorreu na década de 1830. O poema de Andy Kissane, "A filha do proprietário da estação, Narrandera" conta uma história sobre as consequências do mesmo massacre, e foi a inspiração para o curta-metragem de Alex Ryan, Ngurrumbang.

## Nomes alternativos
A variedade de grafias para o nome Wiradjuri é extensa, com mais de 60 maneiras de transcrever a palavra registrada.

## Algumas palavras
- guwandhaang = pêssego nativo. Pensa-se que a palavra em inglês para isso na Austrália, quandong, deriva do termo Wirandjuri.[25]
- wagga = corvo. O termo Wiradjeri talvez esteja por trás do topônimo da cidade de Wagga Wagga. A reduplicação pode ser um pluralizador que sugere a ideia de "(lugar de) muitos corvos". Isso foi recentemente questionado pelo ancião de Wiradjuri, Stan Grant, e um graduado acadêmico dos estudos de Wiradjuri. A palavra por trás do topônimo é, afirmam, waga, que significa "dança", e o reduplicativo significaria "muitas danças/muita dança".[26]